# Láska (film, 2012)
Láska (ve francouzském originále Amour) je francouzsko-německo-rakouský hraný film z roku 2012, který natočil režisér Michael Haneke podle vlastního scénáře. Odehrává se v Paříži a sleduje manželský pár (Jean-Louis Trintignant a Emmanuelle Riva) v posledním stádiu života, kdy se Georges (Trintignant) stará o svou manželku Anne, která je po mozkové mrtvici ochrnutá na pravou polovinu těla. Další role ztvárnili například Isabelle Huppertová, Alexandre Tharaud a Carole Francková. Snímek získal řadu ocenění, včetně Oscara za nejlepší cizojazyčný film.